# 이현경 (배우)
이현경(1972년 5월 12일~)은 대한민국의 배우이다.
1993년 연극배우 첫 데뷔하였으며, 이듬해 1994년 MBC 23기 공채 탤런트로 MBC 《신데렐라》, KBS 《질주》, MBC 《허준》, KBS 《명성황후》 등 TV 드라마에 출연한 바 있는 조연급 중견 탤런트이지만  본인(이현경) 이민영 등이  대부분의 공채 탤런트들과  마찬가지로 과거 TV 연속극에 고정출연했거나 단막극 또는 단역 연기로 브라운관에 얼굴을 비쳤던 탓인지 참신성에서 'F학점'을 받기도 했다.
한편, 그녀만큼이나 화제에 오른 사람은 이현경의 동생이자 CCM 가수 겸 뮤지컬 배우로 활동중인 이현영. 이현경의 동생인 이현영의 남편은 배우 강성진이며 이에 아울러 연예인 가족으로 더욱 화제를 모았다.
남동생은 가수 출신 이연경과 구분이 안 된다며 2003년 이지원으로 이름을 바꿨으나 다음해 본명으로 되돌아왔고 2015년 우울증을 앓던 중 갑작스레 세상을 떠났다..
그녀는 故 최진실의 장례식 때 빈소를 끝까지 지켜 사람들의 눈길을 끌기도 하였다.

## 학력
- 명성여자고등학교 졸업
- 서울예술전문대학 무용학과 전문학사
- 단국대학교 연극영화학과 중퇴

## 출연작

### 드라마
- 1993년 KBS2 《일월》 ... 봉이 역
- 1993년 SBS 《일과 사랑》
- 1995년 MBC 《행복》
- 1996년 SBS 《행복의 시작》
- 1997년 MBC 《시트콤 남자 셋 여자 셋》 ... 카메오 단역
- 1997년 SBS 《시트콤 LA아리랑》 ... 카메오 단역
- 1997년 MBC 《신데렐라》 - 서은석 역
- 1999년 MBC 《허준》 - 세희 역
- 1999년 KBS 《해뜨고 달뜨고》
- 2000년 MBC 《사랑은 아무나 하나》
- 2000년 MBC 《시트콤 세 친구》 ... 카메오 단역
- 2000년 MBC 《신 귀공자》
- 2000년 SBS 《메디컬 센터》 - 서지영 역 (특별출연)
- 2000년 SBS 《천사의 분노》
- 2000년 KBS 《천둥소리》 - 인목왕후 역
- 2001년 MBC 《여우와 솜사탕》
- 2001년 MBC 《상도》
- 2001년 KBS 《명성황후》 - 옥선 역
- 2001년 MBC 《시트콤 연인들》 ... 카메오 단역
- 2002년 KBS 《골목 안 사람들》 - 최 간호사 역
- 2002년 SBS 《얼음꽃》 - 유세미 역
- 2004년 MBC 《12월의 열대야》 - 민수현 역
- 2005년 KBS2 《드라마시티 - 블랙메일》 - 영미 역
- 2006년 MBC 《있을 때 잘해》 - 고유진 역
- 2006년 SBS 《나의 사랑 클레멘타인》 - 양미선 역
- 2007년 KBS 《최강 울엄마》 - 강진경 역
- 2007년 SBS 《8월에 내리는 눈》 - 오완숙 역
- 2007년 KBS2 《드라마시티 - 아귀》 ... 윤시연 역
- 2009년 KBS 《천추태후》 - 문덕왕후 유씨 역
- 2009년 MBC 《2009 외인구단》 - 유성 어패럴 실장 역 (특별출연)
- 2009년 KBS 《다 함께 차차차》 - 장 이사 역
- 2010년 SBS 《웃어요, 엄마》 - 이강소 누나 역
- 2012년 OCN 《신의 퀴즈 3》 - 최규희 역
- 2013년 OCN 《특수사건 전담반 TEN 2》 - 백도식의 맞선녀 역 (특별출연)
- 2013년 MBC 《오로라 공주》 - 김선미 역
- 2013년 MBC 《여왕의 교실》 - 서현 모 역
- 2013년 MBC 《세상에서 가장 위대한 일》 - 보현 모 역
- 2013년 tvN 《응답하라 1994》 - 이수정 역 (특별출연)
- 2013년 MBC 《사랑해서 남주나》 - 장윤철의 아내 역
- 2014년 KBS2 《순금의 땅》 - 서인옥 역
- 2014년~2015년 OCN 《닥터 프로스트》 - 조명숙 역
- 2015년 KBS2 《후아유 - 학교 2015》 - 누리고 담임 역 (특별출연)
- 2015년 KBS2 《KBS 드라마 스페셜 - 알젠타를 찾아서》 - 박민혜 역
- 2016년 웹드라마 《저스티스팀: 범죄피해자를 구하라》 ... 정가희 역
- 2016년 KBS1 《우리집 꿀단지》 - 최정미 역 (79회~129회)
- 2017년 KBS2 《그 여자의 바다》 - 이영선 역
- 2018년 OCN 《그남자 오수》 - 유리 엄마 역
- 2018년 KBS1 《비켜라 운명아》 - 비서 실장 역
- 2019년 SBS 《맛 좀 보실래요》 - 도연경 역
- 2023년 KBS2 《비밀의 여자》- 로데오 모뎀 사장 편상국 도움 역

### 영화
- 2001년 《흑수선》 - 조해옥 역 (우정출연)
- 2003년 《봄날의 곰을 좋아하세요?》 - 윤선옥 역
- 2007년 《이장과 군수》 - 향순 역
- 2014년 《황구》 - 한구 엄마 역

### 라디오 프로그램
- 2015년 EBS 《EBS 책 읽는 라디오 낭독 시리즈》

### 예능
- 1999년 KBS2 《가족오락관》 - 게스트
- 2018년 MBC 《미스터리 음악쇼 복면가왕》 - 참가자 (파이프가 머리부터 발끝까지 오르간아씨)

### 광고
- 2007년 옥시레킷벤키저 - 옥시 피니시 파우더
- 2021년 편강한방연구소 - 구전정경부인

## 가족 관계
- 배우자 : 민영기 (1974년 1월 11일 ~ )
  - 아들 : 민하람 (2012년 1월 30일 ~ )
- 동생 : 이현영 (1978년 2월 15일 ~ )
  - 제부 : 강성진 (1971년 1월 13일 ~ )
    - 조카 : 강민우 (2007년 3월 15일 ~ )
    - 조카 : 강민영 (2010년 ~ )
    - 조카 : 강민하 (2016년 12월 28일 ~ )